# فرزند خدا (فیلم ۲۰۱۳)
فرزند خدا (به انگلیسی: Child of God) فیلمی محصول سال ۲۰۱۳ و به کارگردانی جیمز فرانکو است. در این فیلم بازیگرانی همچون اسکات هیز، تیم بلیک نلسون، جیمز فرانکو، جیم پرک، نینا لجتی و برایان لالی ایفای نقش کرده‌اند.